# Großer Preis der USA 2001
Der Große Preis der USA 2001 (offiziell XXX SAP United States Grand Prix) fand am 30. September auf dem Indianapolis Motor Speedway in Indianapolis statt und war das 16. Rennen der Formel-1-Weltmeisterschaft 2001.

## Berichte

### Hintergrund
Nach dem Großen Preis von Ungarn stand Michael Schumacher bereits als Weltmeister fest. Nach dem Großen Preis von Italien führte er in der Fahrerwertung mit 50 Punkten vor David Coulthard und mit 53 Punkten vor Rubens Barrichello. Ferrari führte uneinholbar in der Konstrukteurswertung mit 80 Punkten vor McLaren-Mercedes und mit 88 Punkten vor Williams-BMW.

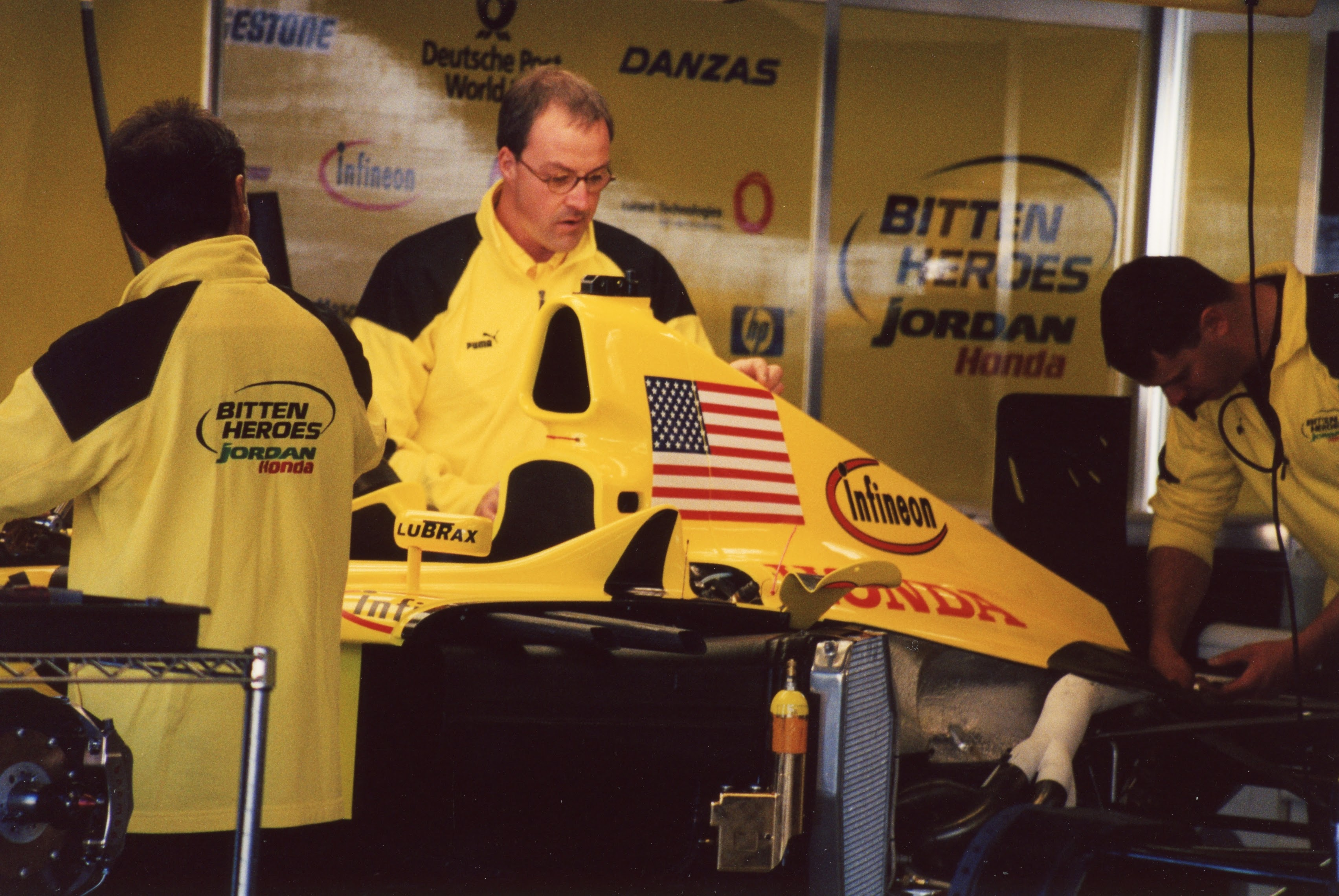
Jordan Grand Prix mit geänderter Lackierung

Wegen der Terroranschläge am 11. September 2001 und dem Unfall von Alessandro Zanardi beim American Memorial auf dem EuroSpeedway Lausitz fuhren viele Fahrer mit veränderten Helm- und Fahrzeuglackierungen. Beispielsweise ließen sich Jarno Trulli, Michael und Ralf Schumacher die US-Flagge auf den Helm lackieren, Jaguar fuhr mit schwarzen Motorabdeckungen und BAR hatte den Schriftzug USA 2001 und einen Genesungsgruß an Zanardi auf ihre Fahrzeuge anbringen lassen.
Mit Michael Schumacher (einmal) trat ein ehemaliger Sieger zu diesem Grand Prix an.

### Training

#### Freitagstraining
Im ersten freien Training fuhr Mika Häkkinen die schnellste Zeit vor den Ferrari-Piloten Michael Schumacher und Barrichello.

#### Samstagstraining
Das zweite freie Training beendete Michael Schumacher als Schnellster. Ihm folgten Häkkinen und Nick Heidfeld.

### Qualifying
Auch im Qualifying war Michael Schumacher der Schnellste und erzielte die Pole-Position. Zweitschnellster war Häkkinen, dessen Bestzeit wurde jedoch gestrichen, da er im Warm-Up bei roter Ampel die Boxengasse verlassen hatte. Mit seiner zweitschnellsten Zeit qualifizierte er sich auf Position vier. Ralf Schumacher rückte auf den zweiten Platz vor, Juan Pablo Montoya auf Position drei.

### Warm Up
Im Warm Up fuhr Ralf Schumacher die Bestzeit. Ihm folgten die McLaren-Piloten Coulthard und Häkkinen.

### Rennen
Beim Start ins Rennen kam Montoya gut weg und griff Michael Schumacher zur ersten Kurve hin an. Dieser wehrte sich erfolgreich und behauptete die Führungsposition. Barrichello startete ebenfalls gut und überholte beide McLaren-Piloten sowie Ralf Schumacher.
Nach der ersten Runde führte Michael Schumacher vor Montoya, Barrichello, Ralf Schumacher, Häkkinen und Coulthard.
In die zweite Runde hinein überquerten beide Sauber-Piloten und Trulli fast gleichzeitig die Start-Ziel-Linie. Beim Anbremsen in die erste Kurve kollidierte Kimi Räikkönen mit Trulli und schlug sich den Frontflügel ab, woraufhin er zu Reparaturarbeiten die Boxengasse anfahren musste. In der dritten Runde waren die Führenden dicht beieinander und Barrichello setzte sich auf der Start-Ziel-Geraden links neben Montoya und ging auf der Außenbahn an ihm vorbei. Kurz darauf übernahm Barrichello kampflos die Führung von seinem Teamkollegen Michael Schumacher, der mit mehr Kraftstoff und dadurch schwererem Wagen fuhr, um nur einen Boxenstopp statt zweien einzulegen.
In Runde 24 ging Ralf Schumacher als Erster der Führenden an die Box. Er fiel vom vierten auf den neunten Platz zurück. Währenddessen fuhr Barrichello schnellere Rundenzeiten als Michael Schumacher und baute seine Führung auf 13 Sekunden aus, ehe er in Runde 27 zu seinem ersten Boxenstopp kam. Auch Montoya fuhr schneller als Michael Schumacher und in Runde 34 überholte er ihn auf der Start-Ziel-Geraden. Zwei Runden später ging er jedoch an die Box und Schumacher übernahm erneut die Führung. Montoya fiel nach seinem Stopp hinter die McLaren-Piloten und Barrichello zurück. Kurz darauf war das Rennen für Montoya beendet, es war somit ein Totalausfall für Williams, da Ralf Schumacher sich zwei Runden zuvor gedreht hatte und im Kiesbett sein Rennen beendete. Gleichzeitig ging Michael Schumacher zu seinem ersten und einzigen Stopp. Daraufhin waren die McLaren-Piloten in Führung.
Coulthard bog als Zweitplatzierter in Runde 43 in die Boxengasse zu seinem einzigen Stopp und fiel anschließend hinter die beiden Ferrari-Fahrer zurück. Häkkinen blieb drei Runden länger draußen. Sein Vorsprung reichte aus, um sich nach seinem Boxenstopp vor Schumacher auf Position zwei zu platzieren.
Nachdem auch Barrichello seinen Boxenstopp absolviert hatte, führte Häkkinen vor Barrichello, Michael Schumacher und Coulthard. Zwei Runden vor Schluss war das Rennen für Barrichello beendet, sein Ferrari hatte einen Motorschaden. Es gewann schlussendlich Häkkinen vor Michael Schumacher und Coulthard. Die weiteren Punkte gingen an Trulli, Eddie Irvine und Heidfeld. Es sollte für Häkkinen der letzte Sieg in der Formel 1 sein.

## Meldeliste
| Team                        | Nr. | Fahrer                | Chassis        | Motor                 | Reifen |
| --------------------------- | --- | --------------------- | -------------- | --------------------- | ------ |
| Scuderia Ferrari Marlboro   | 01  | Michael Schumacher    | Ferrari F2001  | Ferrari 3.0 V10       | B      |
| Scuderia Ferrari Marlboro   | 02  | Rubens Barrichello    | Ferrari F2001  | Ferrari 3.0 V10       | B      |
| West McLaren Mercedes       | 03  | Mika Häkkinen         | McLaren MP4-16 | Mercedes-Benz 3.0 V10 | B      |
| West McLaren Mercedes       | 04  | David Coulthard       | McLaren MP4-16 | Mercedes-Benz 3.0 V10 | B      |
| BMW WilliamsF1 Team         | 05  | Ralf Schumacher       | Williams FW23  | BMW 3.0 V10           | M      |
| BMW WilliamsF1 Team         | 06  | Juan Pablo Montoya    | Williams FW23  | BMW 3.0 V10           | M      |
| Mild Seven Benetton Renault | 07  | Giancarlo Fisichella  | Benetton B201  | Renault 3.0 V10       | M      |
| Mild Seven Benetton Renault | 08  | Jenson Button         | Benetton B201  | Renault 3.0 V10       | M      |
| Lucky Strike BAR Honda      | 09  | Olivier Panis         | BAR 003        | Honda 3.0 V10         | B      |
| Lucky Strike BAR Honda      | 10  | Jacques Villeneuve    | BAR 003        | Honda 3.0 V10         | B      |
| B&H Jordan Honda            | 11  | Jarno Trulli          | Jordan EJ11    | Honda 3.0 V10         | B      |
| B&H Jordan Honda            | 12  | Jean Alesi            | Jordan EJ11    | Honda 3.0 V10         | B      |
| Orange Arrows Asiatech      | 14  | Jos Verstappen        | Arrows A22     | Asiatech 3.0 V10      | B      |
| Orange Arrows Asiatech      | 15  | Enrique Bernoldi      | Arrows A22     | Asiatech 3.0 V10      | B      |
| Red Bull Sauber Petronas    | 16  | Nick Heidfeld         | Sauber C20     | Petronas 3.0 V10      | B      |
| Red Bull Sauber Petronas    | 17  | Kimi Räikkönen        | Sauber C20     | Petronas 3.0 V10      | B      |
| Jaguar Racing               | 18  | Eddie Irvine          | Jaguar R2      | Ford Cosworth 3.0 V10 | M      |
| Jaguar Racing               | 19  | Pedro de la Rosa      | Jaguar R2      | Ford Cosworth 3.0 V10 | M      |
| European Minardi F1         | 20  | Alex Yoong            | Minardi PS01   | European 3.0 V10      | M      |
| European Minardi F1         | 21  | Fernando Alonso       | Minardi PS01   | European 3.0 V10      | M      |
| Prost Acer                  | 22  | Heinz-Harald Frentzen | Prost AP04     | Acer 3.0 V10          | M      |
| Prost Acer                  | 23  | Tomáš Enge            | Prost AP04     | Acer 3.0 V10          | M      |

## Klassifikationen

### Qualifying
| Pos.                                                                   | Fahrer                | Konstrukteur     | Zeit     | Start |
| ---------------------------------------------------------------------- | --------------------- | ---------------- | -------- | ----- |
| 01                                                                     | Michael Schumacher    | Ferrari          | 1:11,708 | 01    |
| 02                                                                     | Ralf Schumacher       | Williams-BMW     | 1:11,986 | 02    |
| 03                                                                     | Juan Pablo Montoya    | Williams-BMW     | 1:12,252 | 03    |
| 04                                                                     | Mika Häkkinen         | McLaren-Mercedes | 1:12,309 | 04    |
| 05                                                                     | Rubens Barrichello    | Ferrari          | 1:12,327 | 05    |
| 06                                                                     | Nick Heidfeld         | Sauber-Petronas  | 1:12,434 | 06    |
| 07                                                                     | David Coulthard       | McLaren-Mercedes | 1:12,500 | 07    |
| 08                                                                     | Jarno Trulli          | Jordan-Honda     | 1:12,605 | 08    |
| 09                                                                     | Jean Alesi            | Jordan-Honda     | 1:12,607 | 09    |
| 10                                                                     | Jenson Button         | Benetton-Renault | 1:12,805 | 10    |
| 11                                                                     | Kimi Räikkönen        | Sauber-Petronas  | 1:12,881 | 11    |
| 12                                                                     | Giancarlo Fisichella  | Benetton-Renault | 1:12,942 | 12    |
| 13                                                                     | Olivier Panis         | BAR-Honda        | 1:13,122 | 13    |
| 14                                                                     | Eddie Irvine          | Jaguar-Cosworth  | 1:13,189 | 14    |
| 15                                                                     | Heinz-Harald Frentzen | Prost-Acer       | 1:13,281 | 15    |
| 16                                                                     | Pedro de la Rosa      | Jaguar-Cosworth  | 1:13,679 | 16    |
| 17                                                                     | Fernando Alonso       | Minardi-European | 1:13,991 | 17    |
| 18                                                                     | Jacques Villeneuve    | BAR-Honda        | 1:14,012 | 18    |
| 19                                                                     | Enrique Bernoldi      | Arrows-Asiatech  | 1:14,129 | 19    |
| 20                                                                     | Jos Verstappen        | Arrows-Asiatech  | 1:14,138 | 20    |
| 21                                                                     | Tomáš Enge            | Prost-Acer       | 1:14,185 | 21    |
| 22                                                                     | Alex Yoong            | Minardi-European | 1:15,247 | 22    |
| 107-Prozent-Zeit: 1:16,728 min (bezogen auf Bestzeit von 1:11,708 min) |                       |                  |          |       |

Anmerkungen
1. ↑  Häkkinens Bestzeit im Qualifying (1:11,945) wurde gestrichen, da er im Warm-Up bei roter Ampel die Boxengasse verließ.

### Rennen
| Pos. | Fahrer                | Konstrukteur     | Runden | Stopps | Zeit        | Start | Schnellste Runde |
| ---- | --------------------- | ---------------- | ------ | ------ | ----------- | ----- | ---------------- |
| 01   | Mika Häkkinen         | McLaren-Mercedes | 73     | 1      | 1:32:42,840 | 04    | 1:14,481 (45.)   |
| 02   | Michael Schumacher    | Ferrari          | 73     | 1      | + 11,046    | 01    | 1:14,841 (32.)   |
| 03   | David Coulthard       | McLaren-Mercedes | 73     | 1      | + 12,043    | 07    | 1:14,641 (39.)   |
| 04   | Jarno Trulli          | Jordan-Honda     | 73     | 1      | + 57,423    | 08    | 1:15,199 (63.)   |
| 05   | Eddie Irvine          | Jaguar-Cosworth  | 73     | 1      | + 1:12,434  | 14    | 1:15,139 (58.)   |
| 06   | Nick Heidfeld         | Sauber-Petronas  | 73     | 1      | + 1:12,996  | 06    | 1:15,169 (29.)   |
| 07   | Jean Alesi            | Jordan-Honda     | 72     | 1      | + 1 Runde   | 09    | 1:15,659 (67.)   |
| 08   | Giancarlo Fisichella  | Benetton-Renault | 72     | 1      | + 1 Runde   | 12    | 1:15,457 (40.)   |
| 09   | Jenson Button         | Benetton-Renault | 72     | 1      | + 1 Runde   | 10    | 1:15,252 (71.)   |
| 10   | Heinz-Harald Frentzen | Prost-Acer       | 72     | 1      | + 1 Runde   | 15    | 1:15,296 (38.)   |
| 11   | Olivier Panis         | BAR-Honda        | 72     | 1      | + 1 Runde   | 13    | 1:15,919 (67.)   |
| 12   | Pedro de la Rosa      | Jaguar-Cosworth  | 72     | 1      | + 1 Runde   | 16    | 1:15,758 (68.)   |
| 13   | Enrique Bernoldi      | Arrows-Asiatech  | 72     | 1      | + 1 Runde   | 19    | 1:16,068 (68.)   |
| 14   | Tomáš Enge            | Prost-Acer       | 72     | 1      | + 1 Runde   | 21    | 1:16,155 (71.)   |
| 15   | Rubens Barrichello    | Ferrari          | 71     | 2      | DNF         | 05    | 1:14,629 (47.)   |
| –    | Jacques Villeneuve    | BAR-Honda        | 45     | 2      | DNF         | 18    | 1:16,680 (40.)   |
| –    | Jos Verstappen        | Arrows-Asiatech  | 44     | 1      | DNF         | 20    | 1:16,342 (35.)   |
| –    | Juan Pablo Montoya    | Williams-BMW     | 38     | 1      | DNF         | 03    | 1:14,448 (35.)   |
| –    | Alex Yoong            | Minardi-European | 38     | 2      | DNF         | 22    | 1:17,079 (25.)   |
| –    | Ralf Schumacher       | Williams-BMW     | 36     | 1      | DNF         | 02    | 1:14,706 (22.)   |
| –    | Fernando Alonso       | Minardi-European | 36     | 0      | DNF         | 17    | 1:16,694 (30.)   |
| –    | Kimi Räikkönen        | Sauber-Petronas  | 2      | 1      | DNF         | 11    | 1:26,103 (01.)   |

## WM-Stände nach dem Rennen
Die ersten sechs des Rennens bekamen 10, 6, 4, 3, 2 bzw. 1 Punkt(e).

### Fahrerwertung
| Pos. | Fahrer                | Konstrukteur              | Punkte |
| ---- | --------------------- | ------------------------- | ------ |
| 01   | Michael Schumacher    | Ferrari                   | 113    |
| 02   | David Coulthard       | McLaren-Mercedes          | 61     |
| 03   | Rubens Barrichello    | Ferrari                   | 54     |
| 04   | Ralf Schumacher       | Williams-BMW              | 48     |
| 05   | Mika Häkkinen         | McLaren-Mercedes          | 34     |
| 06   | Juan Pablo Montoya    | Williams-BMW              | 25     |
| 07   | Jacques Villeneuve    | BAR-Honda                 | 12     |
| 08   | Nick Heidfeld         | Sauber-Petronas           | 12     |
| 09   | Jarno Trulli          | Jordan-Honda              | 12     |
| 10   | Kimi Räikkönen        | Sauber-Petronas           | 9      |
| 11   | Giancarlo Fisichella  | Benetton-Renault          | 8      |
| 12   | Eddie Irvine          | Jaguar-Cosworth           | 6      |
| 13   | Heinz-Harald Frentzen | Jordan-Honda / Prost-Acer | 6      |

| Pos. | Fahrer           | Konstrukteur                 | Punkte |
| ---- | ---------------- | ---------------------------- | ------ |
| 14   | Olivier Panis    | BAR-Honda                    | 5      |
| 15   | Jean Alesi       | Prost-Acer / Jordan-Honda    | 5      |
| 16   | Pedro de la Rosa | Jaguar-Cosworth              | 3      |
| 17   | Jenson Button    | Benetton-Renault             | 2      |
| 18   | Jos Verstappen   | Arrows-Asiatech              | 1      |
| 19   | Ricardo Zonta    | Jordan-Honda                 | 0      |
| 20   | Luciano Burti    | Jaguar-Cosworth / Prost-Acer | 0      |
| 21   | Enrique Bernoldi | Arrows-Asiatech              | 0      |
| 22   | Tarso Marques    | Minardi-European             | 0      |
| 23   | Fernando Alonso  | Minardi-European             | 0      |
| 24   | Tomáš Enge       | Prost-Acer                   | 0      |
| 25   | Gastón Mazzacane | Prost-Acer                   | 0      |
| 26   | Alex Yoong       | Minardi-European             | 0      |

### Konstrukteurswertung
| Pos. | Konstrukteur     | Punkte |
| ---- | ---------------- | ------ |
| 01   | Ferrari          | 167    |
| 02   | McLaren-Mercedes | 95     |
| 03   | Williams-BMW     | 73     |
| 04   | Sauber-Petronas  | 21     |
| 05   | Jordan-Honda     | 19     |
| 06   | BAR-Honda        | 17     |

| Pos. | Konstrukteur     | Punkte |
| ---- | ---------------- | ------ |
| 07   | Benetton-Renault | 10     |
| 08   | Jaguar-Cosworth  | 9      |
| 09   | Prost-Acer       | 4      |
| 10   | Arrows-Asiatech  | 1      |
| 11   | Minardi-European | 0      |